# Club Atlético All Boys
Il Club Atlético All Boys, chiamato comunemente solo All Boys, è una società calcistica argentina con sede a Floresta, un quartiere di Buenos Aires, che milita nella Primera B Nacional.

## Storia
Il nome All Boys riflette la giovinezza dei fondatori, e ha seguito la tradizione argentina di squadre di calcio di denominazione in lingua inglese: altri esempi sono il Newell's Old Boys, il Boca Juniors, il River Plate ed il Racing Club.
Fra gli altri qui si è formato calcisticamente Carlos Tévez.

### Tifoseria
La Hinchada che sostiene gli All Boys si chiama Peste Blanca.

## Rosa 2021-2022
Rosa aggiornata al 4 novembre 2021.
| N. |                      | Ruolo | Calciatore                  |
| -- | -------------------- | ----- | --------------------------- |
|    | Argentina (bandiera) | P     | Ezequiel Mastrolía          |
|    | Argentina (bandiera) | P     | Javier Bustillos            |
|    | Argentina (bandiera) | D     | Tomás Oneto                 |
|    | Argentina (bandiera) | D     | Facundo Butti               |
|    | Argentina (bandiera) | D     | Leandro Martínez Montagnoli |
|    | Argentina (bandiera) | D     | Santiago Barraza            |
|    | Argentina (bandiera) | D     | Lautaro Lusnig              |
|    | Argentina (bandiera) | D     | Mauro Maidana               |
|    | Argentina (bandiera) | D     | José San Román              |
|    | Argentina (bandiera) | D     | Facundo Ardiles             |
|    | Argentina (bandiera) | C     | Marcos Iacobellis           |
|    | Argentina (bandiera) | C     | Brian Hernández             |
|    | Argentina (bandiera) | C     | Marcos Sánchez              |

| N. |                      | Ruolo | Calciatore            |  |
| -- | -------------------- | ----- | --------------------- |  |
|    | Argentina (bandiera) | C     | Jonathan Blanco       |  |
|    | Argentina (bandiera) | C     | Darío Stefanatto      |  |
|    | Argentina (bandiera) | C     | Mirko Ladrón          |  |
|    | Argentina (bandiera) | C     | Lucio Compagnucci     |  |
|    | Argentina (bandiera) | C     | Jonathan Requena      |  |
|    | Argentina (bandiera) | C     | Facundo González      |  |
|    | Argentina (bandiera) | C     | Alan Espeche          |  |
|    | Argentina (bandiera) | A     | Facundo Espósito      |  |
|    | Argentina (bandiera) | A     | Ariel Lucero          |  |
|    | Argentina (bandiera) | A     | Axel Rodríguez        |  |
|    | Colombia (bandiera)  | A     | Efmamjjasond González |  |
|    | Argentina (bandiera) | A     | Matías Persia         |  |

### Staff tecnico
| Allenatore: | Marcelo Pascutti |

## Palmarès

### Competizioni nazionali
- Primera B Nacional: 1

1972
- Terza Divisione: 4

1946, 1950, 1992-1993, 2007-2008

### Altri piazzamenti
- Copa Argentina:

Semifinalista: 2012-2013